# Uniwersytet Medyczny w Grodnie
Uniwersytet Medyczny w Grodnie (biał. Гарадзенскі дзяржаўны медыцынскі ўніверсітэт rus. Гродненский государственный медицинский университет) – białoruska, państwowa szkoła wyższa w Grodnie. Uczelnia powstała dekretem rządu Białoruskiej SRR z dnia 9 sierpnia 1958 roku a 1 października została oficjalnie otwarta. Posiada cztery budynki, cztery akademiki, dwie hale sportowe i bibliotekę.